# Fiorina la vaca
Fiorina la vaca (en italiano: Fiorina la vacca) es una película de comedia erótica italiana de 1972 dirigida por Vittorio De Sisti. Está basada libremente en varias obras de Ruzante. La película es considerada un ejemplo del género comedia sexy all'italiana popular a principios de la década de 1970.

## Argumento
Ambientada en el siglo XVI, la película cuenta la historia de una vaca llamada Fiorina, vendida por un granjero para buscar fortuna como mercenario. A partir de aquí la vaca irá cambiando de manos, a veces legítimamente, a veces no. Finalmente la vaca es vendida a un hombre rico que también quiere comprar a su vendedora de turno, que también se llama Fiorina.

## Reparto
- Janet Ågren: Tazia.
- Felice Andreasi: Michelon.
- Ewa Aulin: Giacomina.
- Rodolfo Baldini: Amante de Teresa.
- Mario Carotenuto: Beolco.
- Angela Covello: Fiorina, esposa de Ruzante.
- Attilio Duse: Sandron.
- Graziella Galvani: Betta.
- Gianni Macchia: Checco.
- Renzo Montagnani: Menico.
- Ornella Muti: Teresa, hija de Betta.
- Jenny Tamburi: Zanetta, esposa de Checco.
- Sergio Tramonti: Sastre de Padua.
- Piero Vida: Nane, 'rufián'.
- Gastone Moschin: Ruzante.
- Marcello Bonini Olas: Esposo de Mariannina.
- Pietro Ceccarelli: Hombre de Beolco.
- Giorgio Dolfin: Luigino 'Malagamba', cantante.
- Luigi Antonio Guerra: Tonino 'Stropabusi'.
- Gianni Marras (como Giovanni Paolo Marras).
- Renzo Marignano: Hombre de Beolco.

## Producción
Aunque la película está ambientada en Véneto, en la región de Padua de donde es Ruzzante, en realidad se rodó en Lacio. Se puede reconocer el castillo de Corcolle y las cascadas de Monte Gelato de Mazzano Romano, este último en la secuencia en la que el personaje de Ewa Aulin va a lavar la ropa.